# Loewimyia orbiculata
Loewimyia orbiculata är en tvåvingeart som beskrevs av Hardy 1980. Loewimyia orbiculata ingår i släktet Loewimyia och familjen smalvingeflugor. Inga underarter finns listade i Catalogue of Life.